# Odontostilbe weitzmani
Odontostilbe weitzmani es una especie del género de peces de agua dulce Odontostilbe perteneciente a la familia de los caracínidos. Habita en ambientes acuáticos tropicales en el centro-este de Sudamérica

## Taxonomía
Descripción original
Esta especie fue descrita originalmente en el año 2018 por los ictiólogos Junior Alberto Chuctaya-Vasquez, Cristina Motta Bührnheim y Luiz Roberto Malabarba.
Localidad tipo
La localidad tipo referida es: “Arroyo Lapa, cerca de la desembocadura y a lo largo del dique de roca y el puente sobre la carretera, en las coordenadas: 22°22′35.5″S 47°46′55.6″O / -22.376528, -47.782111, Itirapina, estado de São Paulo, Brasil”.
Holotipo
El ejemplar holotipo designado es el catalogado como: MZUSP 121648; se trata de un espécimen adulto el cual midió 42,5 mm de longitud estándar. Fue capturado por E. N. Fragoso el 31 de enero de 2002. Se encuentra depositado en la colección de ictiología del Museo de Zoología de la Universidad de São Paulo (MZUSP), ubicada en la ciudad homónima.
Etimología
Etimológicamente, el término genérico Odontostilbe se construye con palabras en idioma griego, en donde: odous significa ‘dientes’ y stilbe es ‘lámpara’.
El epíteto específico weitzmani es un epónimo que refiere al apellido de la persona a quien fue dedicada, el ictiólogo estadounidense Stanley Howard Weitzman, en reconocimiento por su trabajo en la sistemática de la subfamilia Cheirodontinae.
Caracterización y relaciones filogenéticas
Hasta su descripción, los individuos de Odontostilbe weitzmani eran asignados a O. microcephala, una especie descrita sobre la base de dos especímenes colectados en el tramo boliviano del río Pilcomayo, un afluente del río Paraguay.
Odontostilbe weitzmani se distingue de O. avanhandava por exhibir dientes premaxilares con 5 o 7 cúspides, con la cúspide central más ancha y más grande que las laterales (frente a dientes premaxilares con 7-11 cúspides, todas aproximadamente con el mismo tamaño, en O. avanhandava), y por la presencia de 20-21 lamelas en los lados izquierdo y derecho del rafe medio central de la roseta olfativa (frente a 11-12 en O. avanhandava).
Del resto de las especies del género Odontostilbe, O. weitzmani se puede distinguir por presentar dientes mesopterópicos, agrupados en la porción medial del hueso, formando una fila continua.

## Distribución geográfica y hábitat
Odontostilbe weitzmani se distribuye en el centro-oriental de Sudamérica. Habita en cursos fluviales tropicales de la cuenca del río Paraná superior, perteneciente a la cuenca del Plata; dicha hoya hidrográfica vuelca sus aguas en el océano Atlántico Sudoccidental por intermedio del Río de la Plata. 
Es un pez exclusivo de Brasil, habiendo sido colectado en los estados de: Goiás, Mato Grosso del Sur, Minas Gerais y São Paulo.
Ecorregionalmente este pez constituye un endemismo de la ecorregión de agua dulce Paraná superior.

## Conservación
Los autores recomendaron que, según los lineamientos para discernir el estatus de conservación de los taxones —los que fueron estipulados por la organización internacional dedicada a la conservación de los recursos naturales Unión Internacional para la Conservación de la Naturaleza (IUCN)—, en la versión 13.ª de la obra Lista Roja de Especies Amenazadas, Odontostilbe weitzmani sea clasificada como una especie bajo “preocupación menor” (LC).